# Skissernas museums skulpturpark

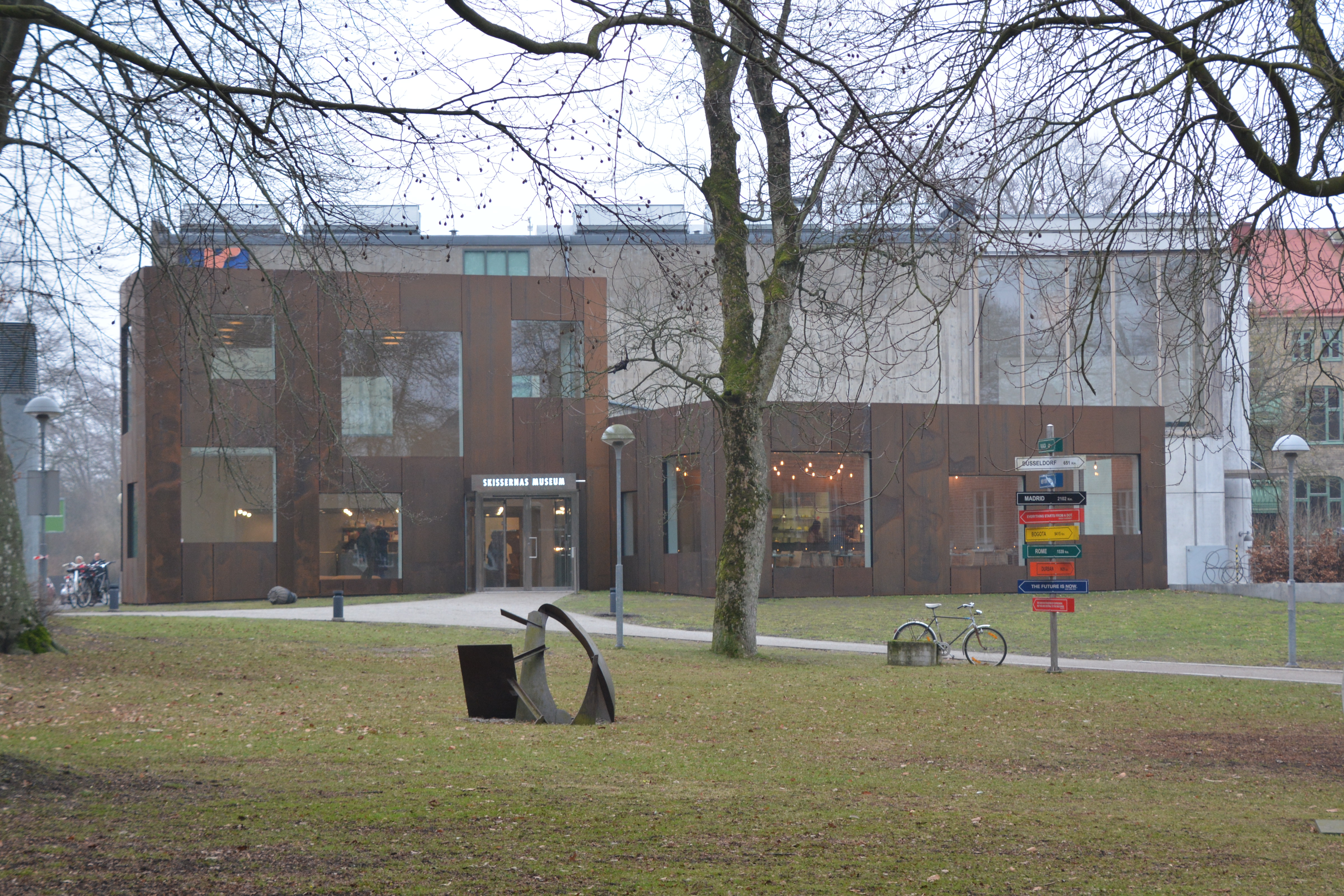
Skissernas museum från skulpturparken.

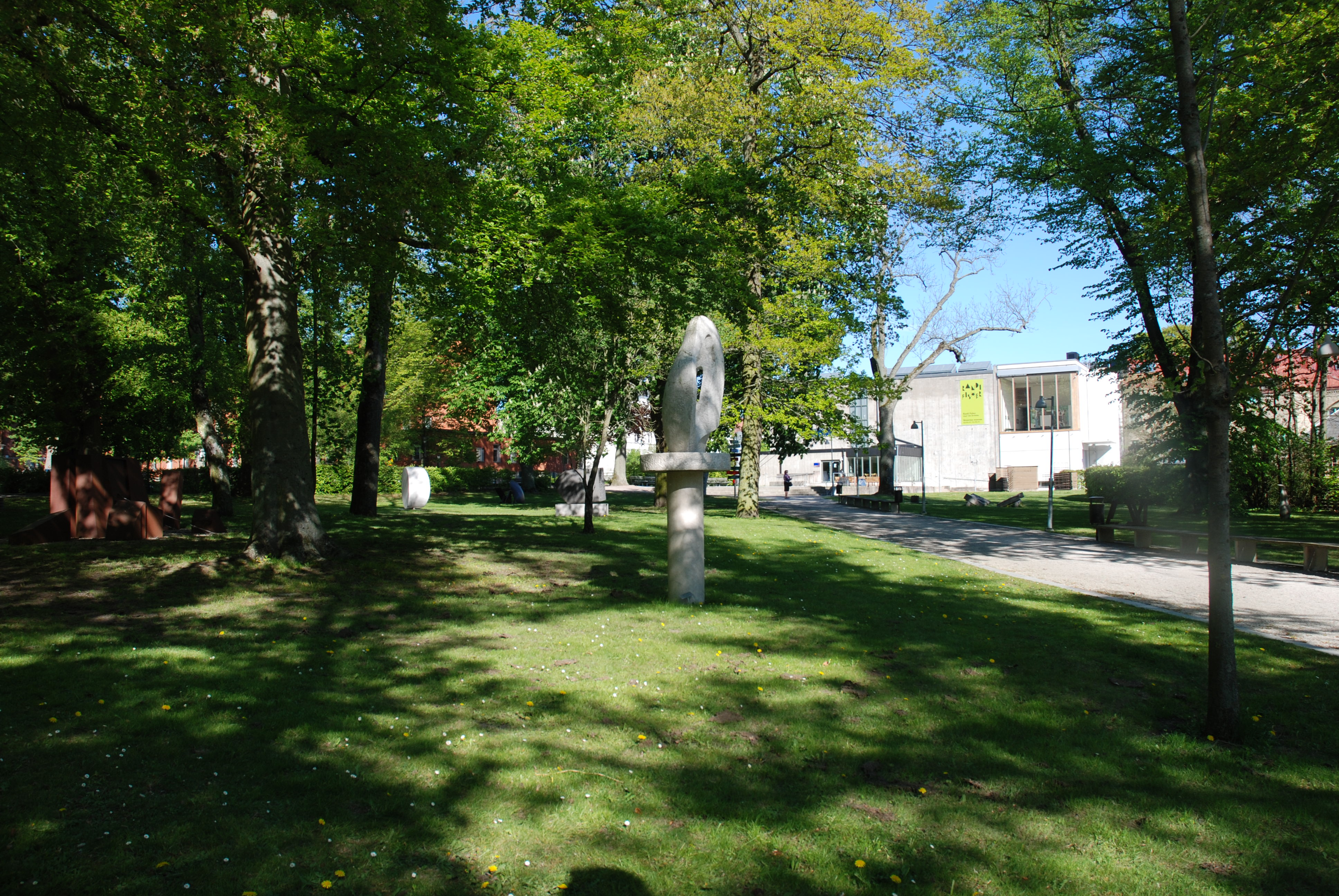
Skulpturparken vid Skissernas museum.

Skissernas museums skulpturpark är en skulpturpark utanför Skissernas museum i Lund.
Utanför entrén till Skissernas museum och i parken framför Lunds universitetsbibliotek finns ett tjugotal fristående skulpturer och modeller till fristående skulpturer resta. På museets norra fasad finns ytterligare modeller samt materialprov till reliefer uppsatta.

## Konstverk och modeller i skulpturparken i urval
- Attachéväska R.W. 1998, Ulla Kraitz
- Badande, utförd på plats för Skissernas museum, 1978, Elli Hemberg
- Alethica, Richard Nonas
- Asamk, Olle Baertling
- Cirkelns expansion, 1999, Gert Marcus
- Crossroads, originalverk, 2010, Marcos Ramirez Erre
- Den fjättrade cykeln, 2008, Vassil Simittchiev
- Double Dribble Wanås – Lund, originalverk, Anne Thulin
- Ikaros, 1965, Palle Pernevi
- Kommer ihåg att jag såg dig, 2007, Bianca Maria Barmen
- Kropp och ytor, 1968, Gert Marcus
- Kvinnopelare, materialprov, 1958, Siri Derkert
- Non violence, Carl Fredrik Reuterswärd
- Orfeus, 1936, Carl Milles
- Romersk vagn, 1953, Arne Jones
- Sköld, Staffan Nihlén
- Tomrummet mellan Yin och Yang, 1991, Carl Fredrik Reuterswärd
- Två vindar, 1975, Christian Berg
- Utan titel, originalverk, 1991, Annika Svenbro

## Bildgalleri

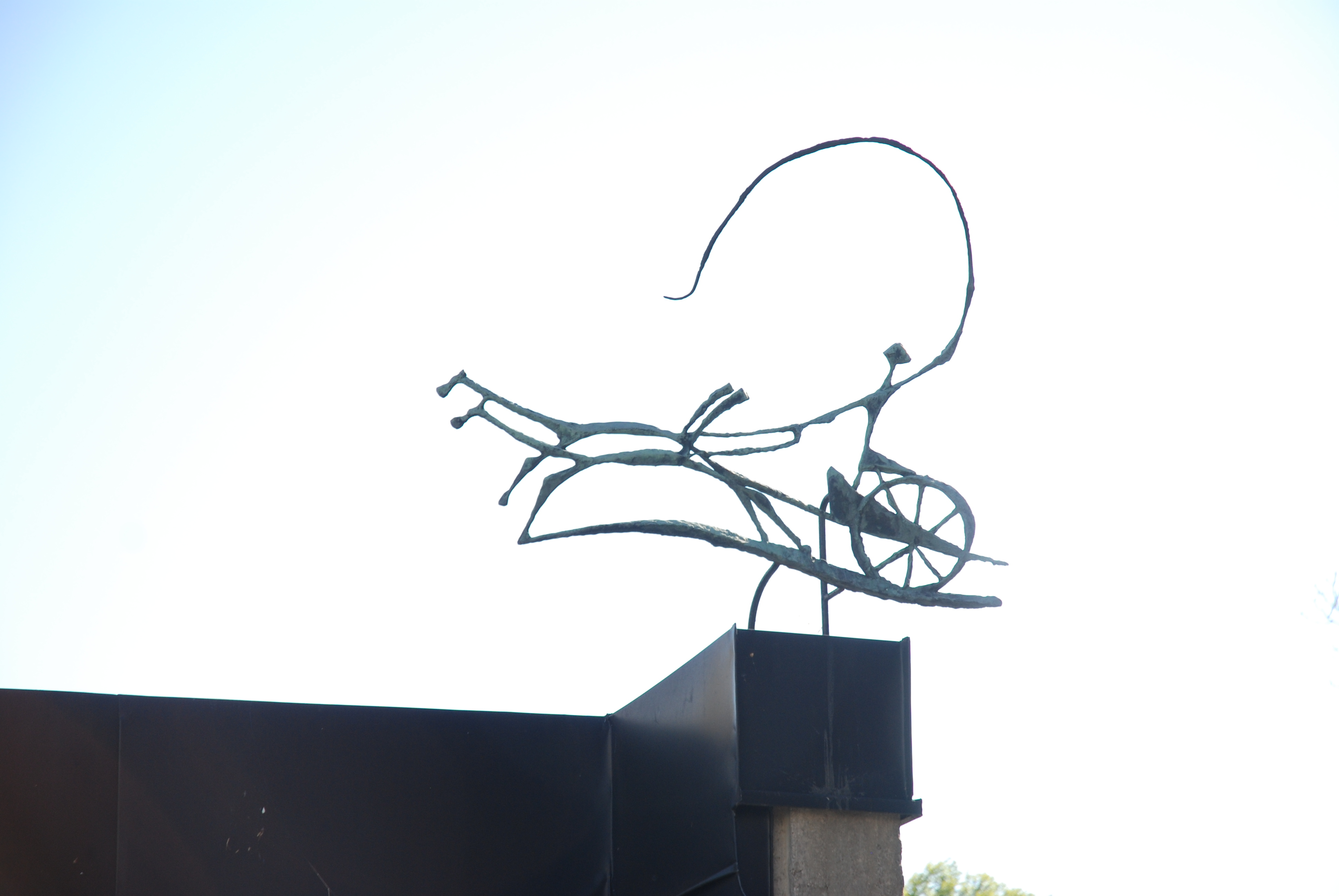
Romersk vagn, detalj, av Arne Jones
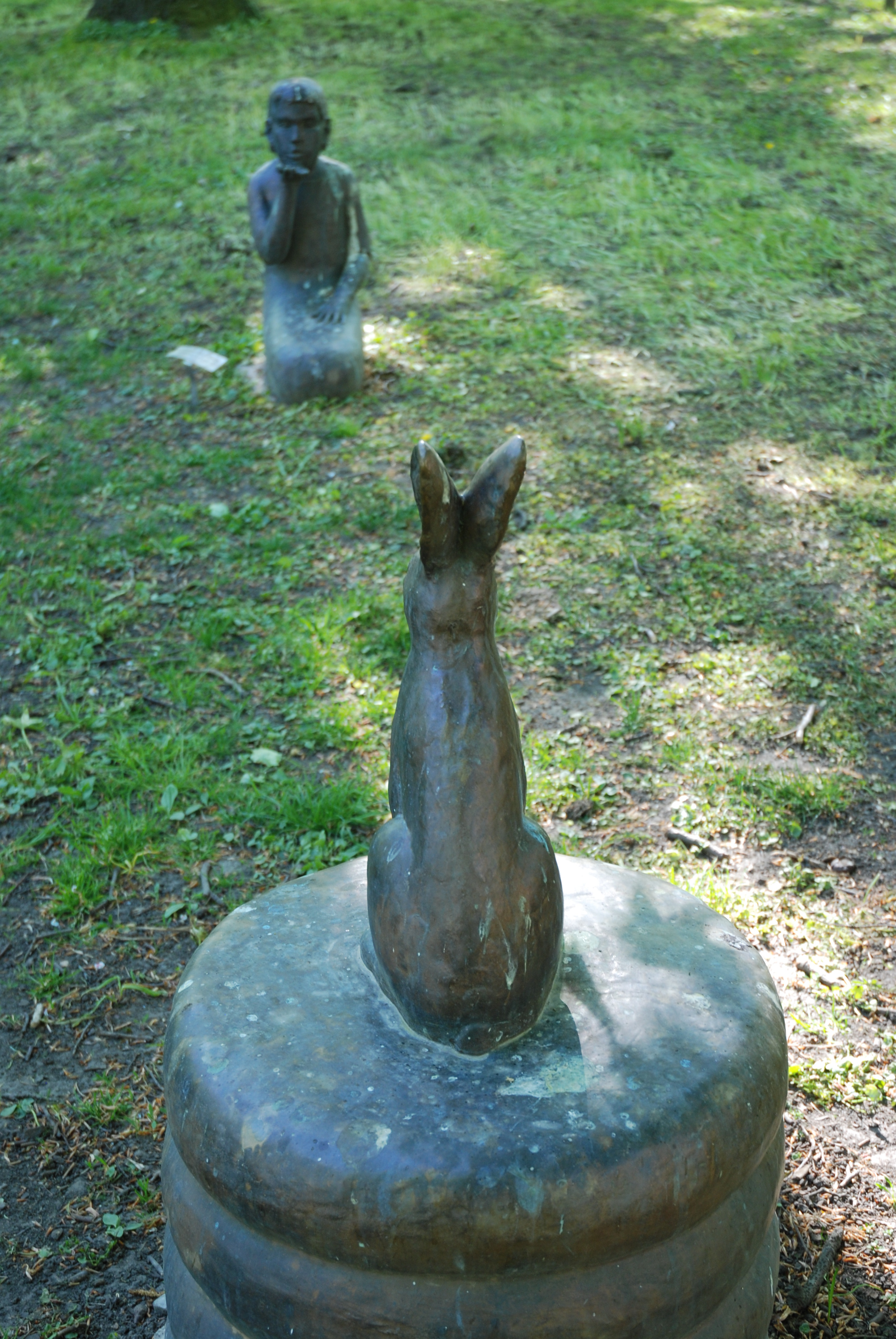
Kommer ihåg att jag såg dig av Bianca Maria Barmen
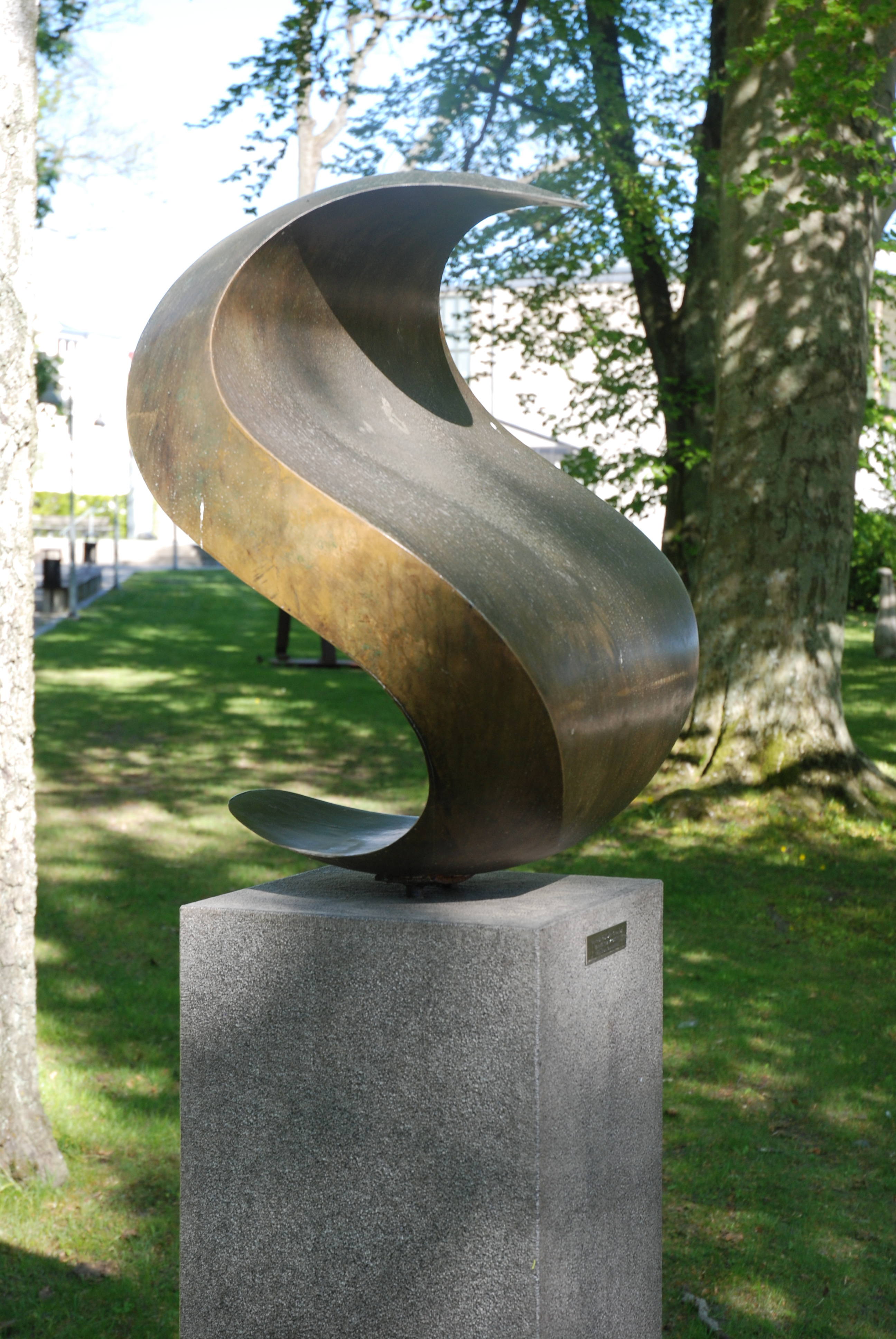
Tomrummet mellan Yin och Yang av Carl Fredrik Reuterswärd
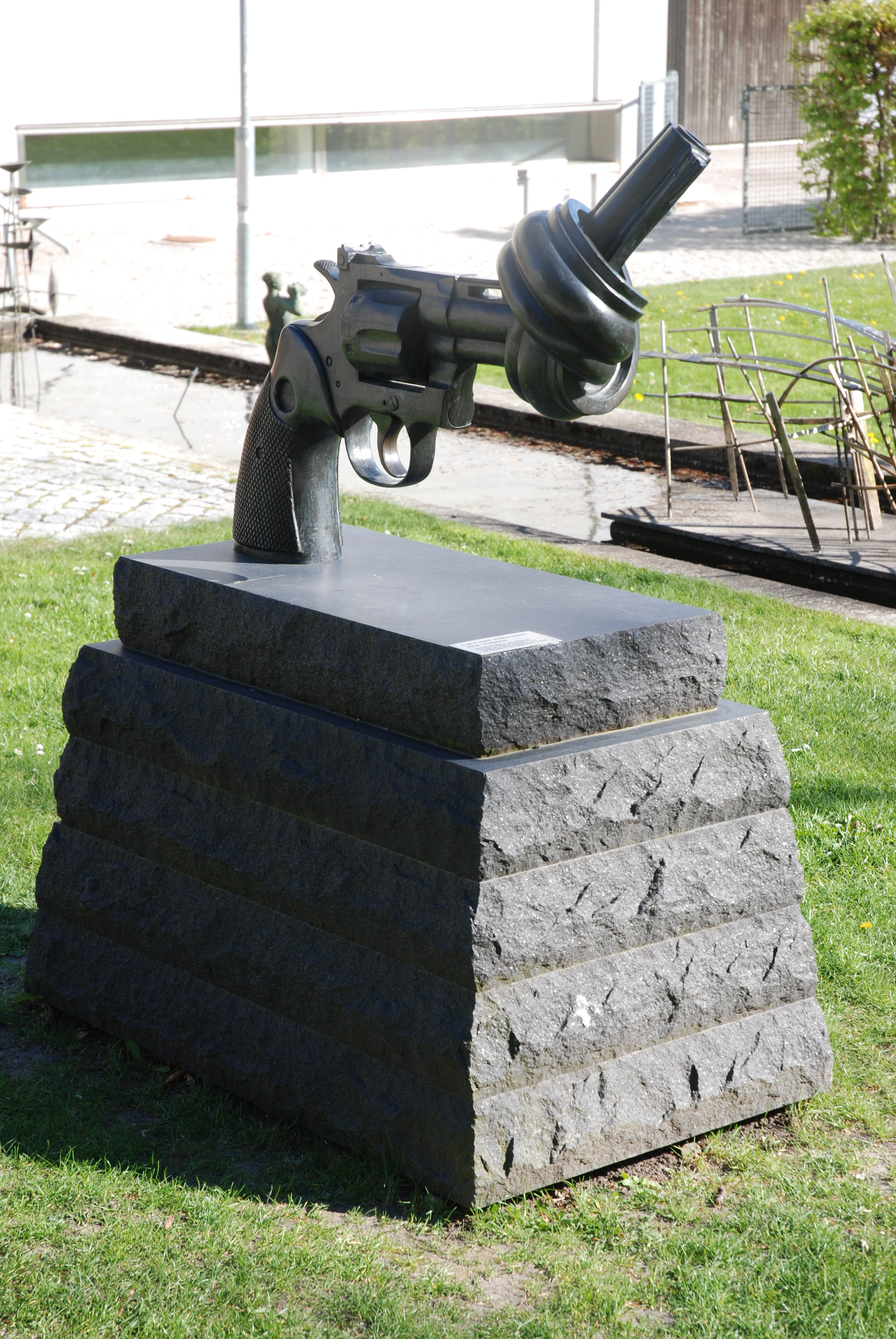
Non violence av Carl Fredrik Reuterswärd
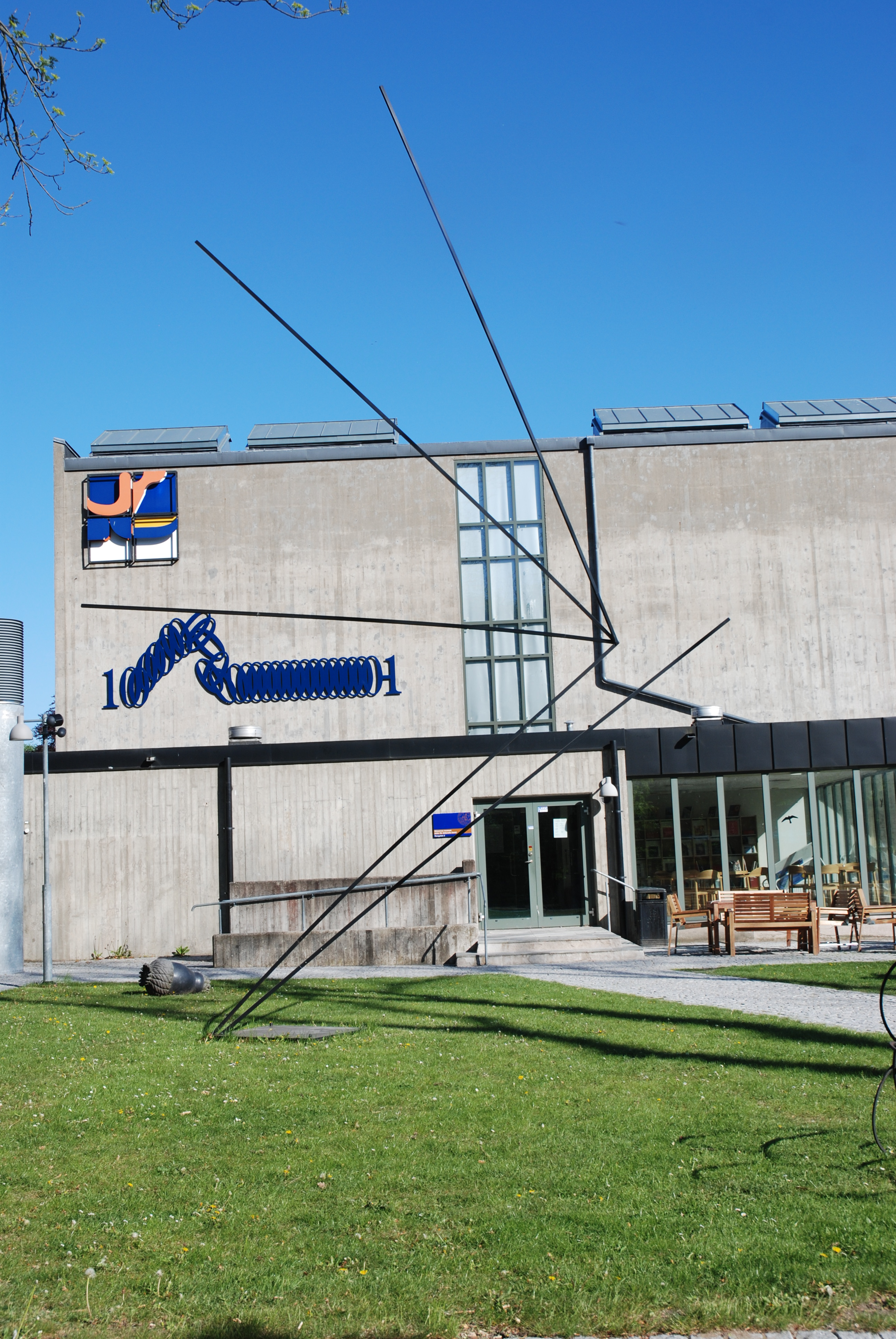
Modell till Asamk av Olle Baertling
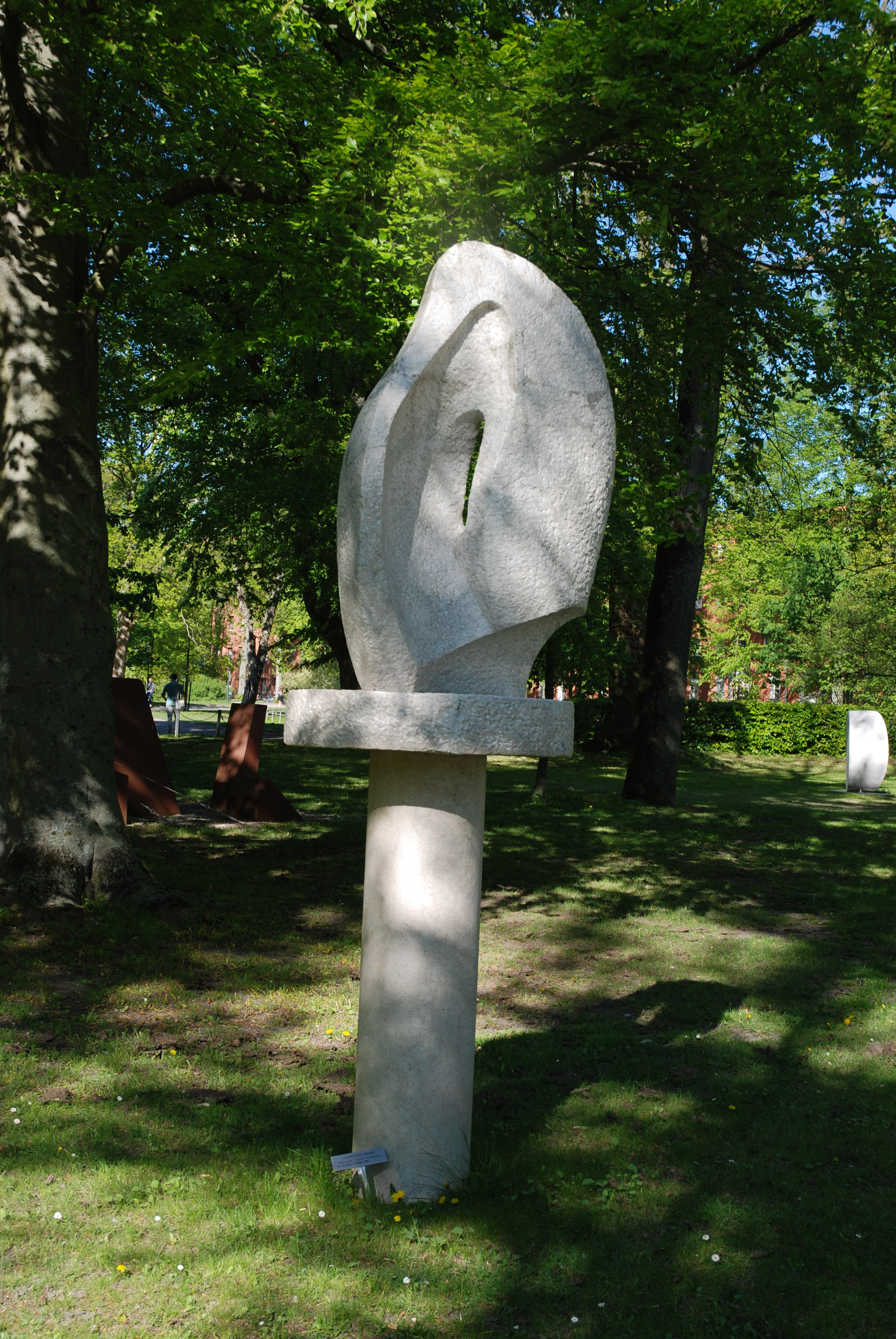
Två vindar av Christian Berg
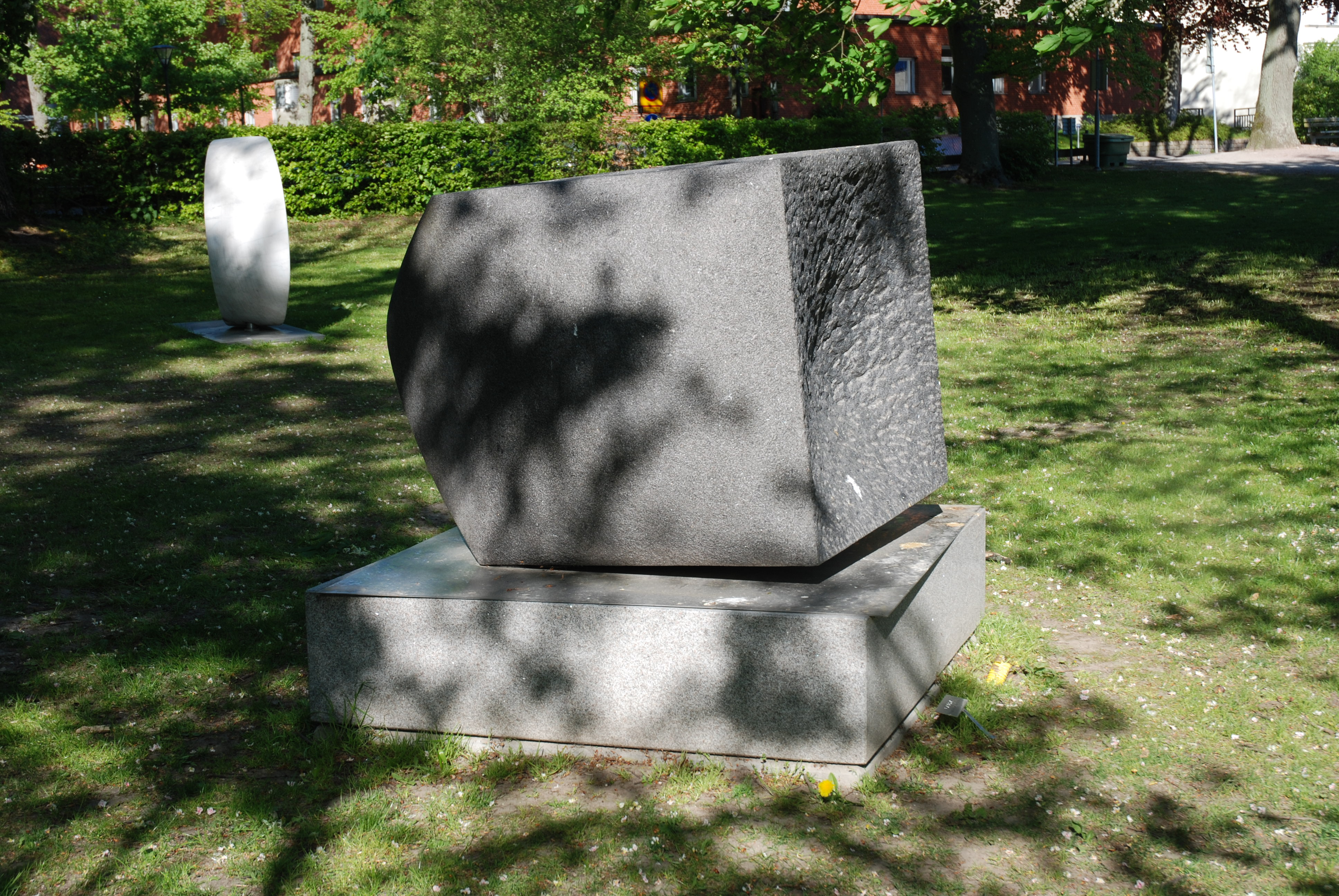
Kropp och ytor av Gert Marcus
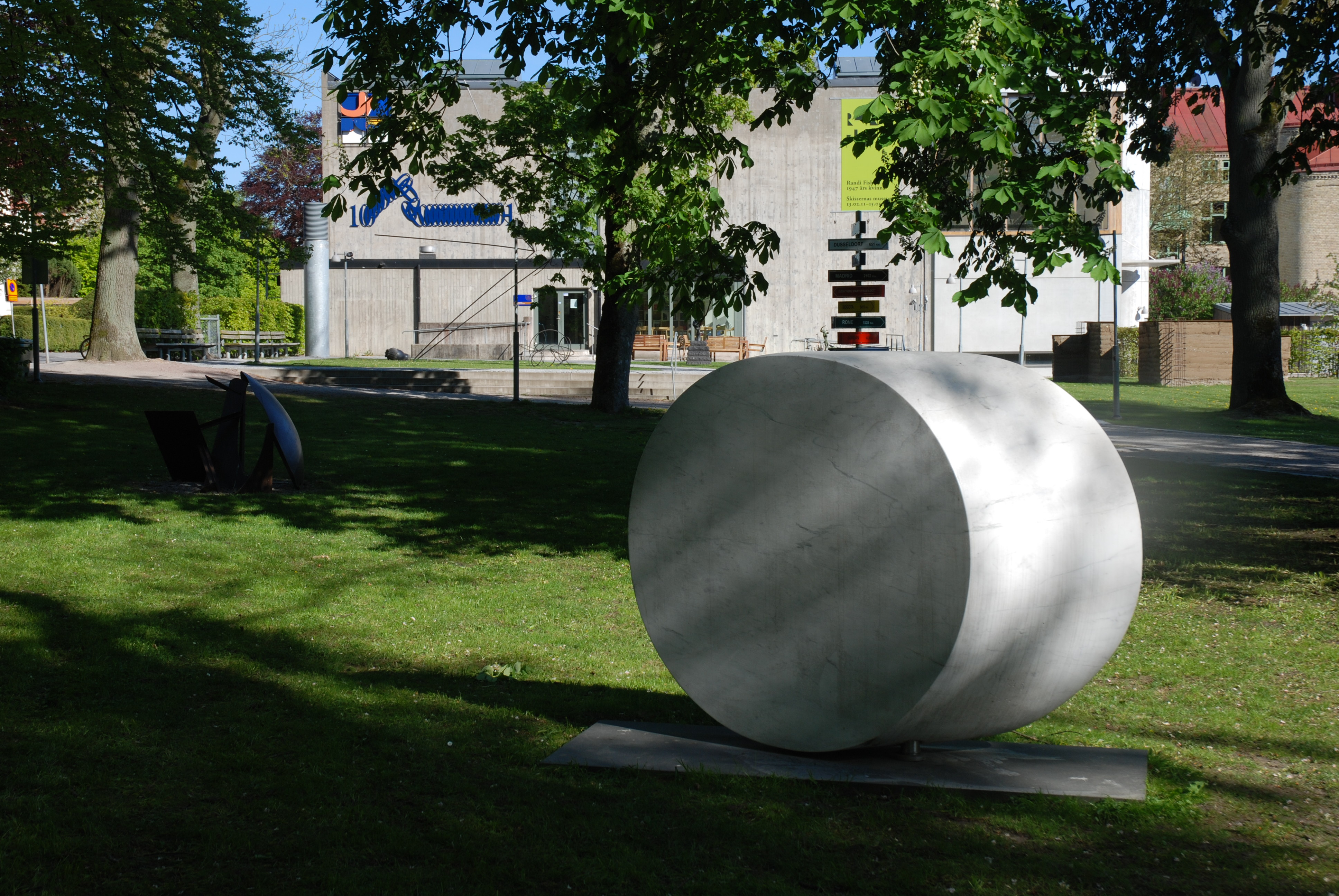
Cirkelns expansion av Gert Marcus
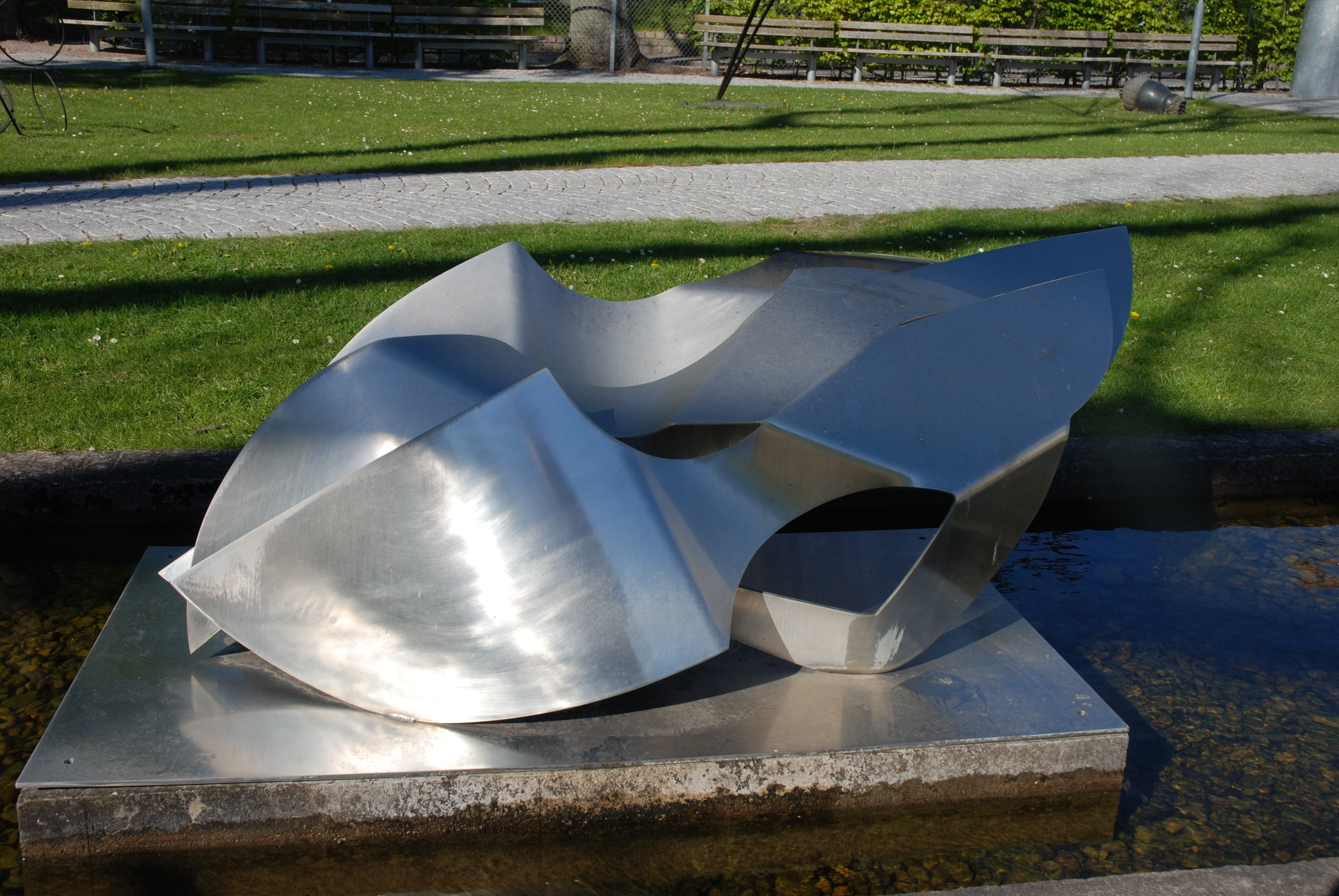
Badande av Elli Hemberg
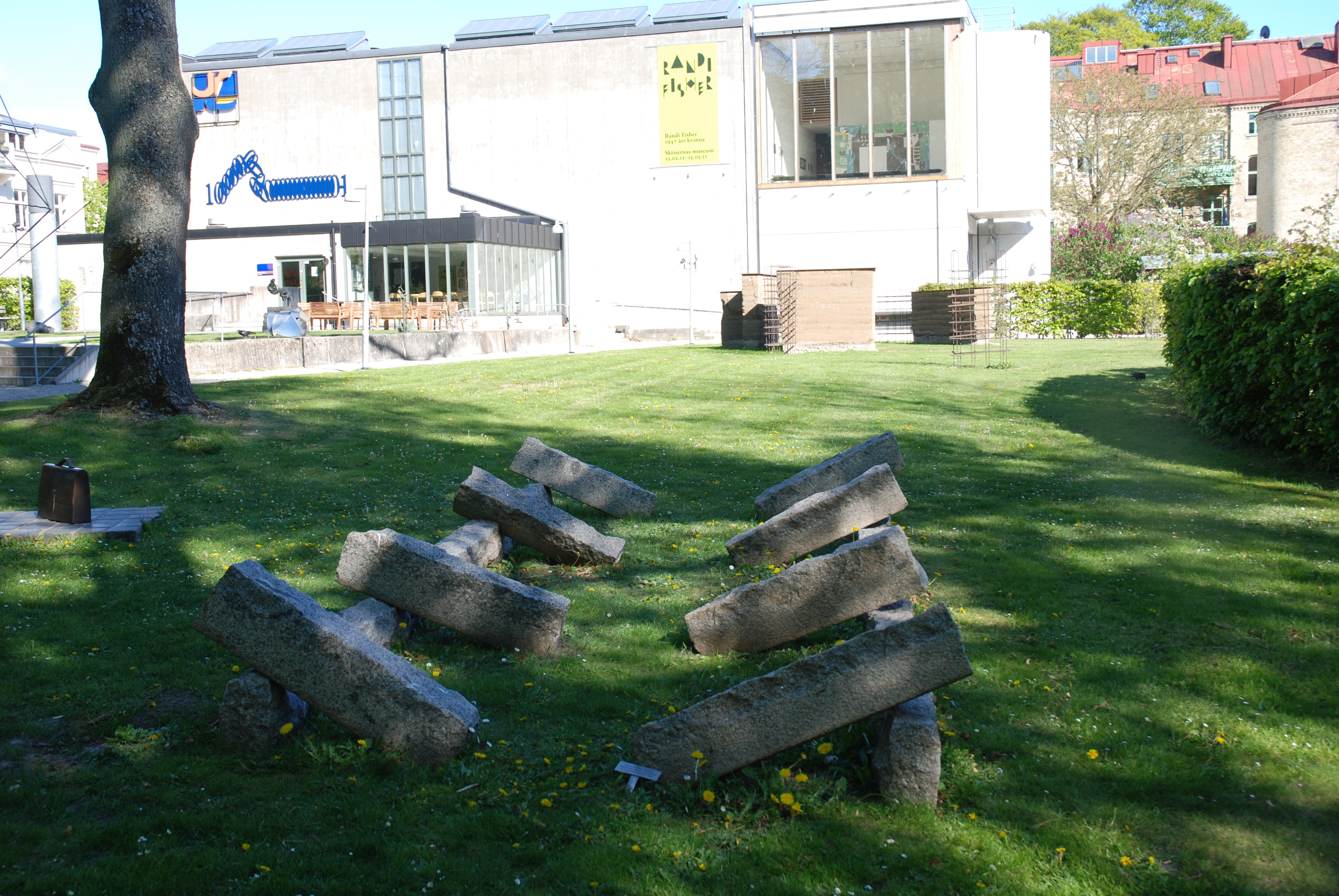
Aletheia, granit, 1986, av Richard Nonas
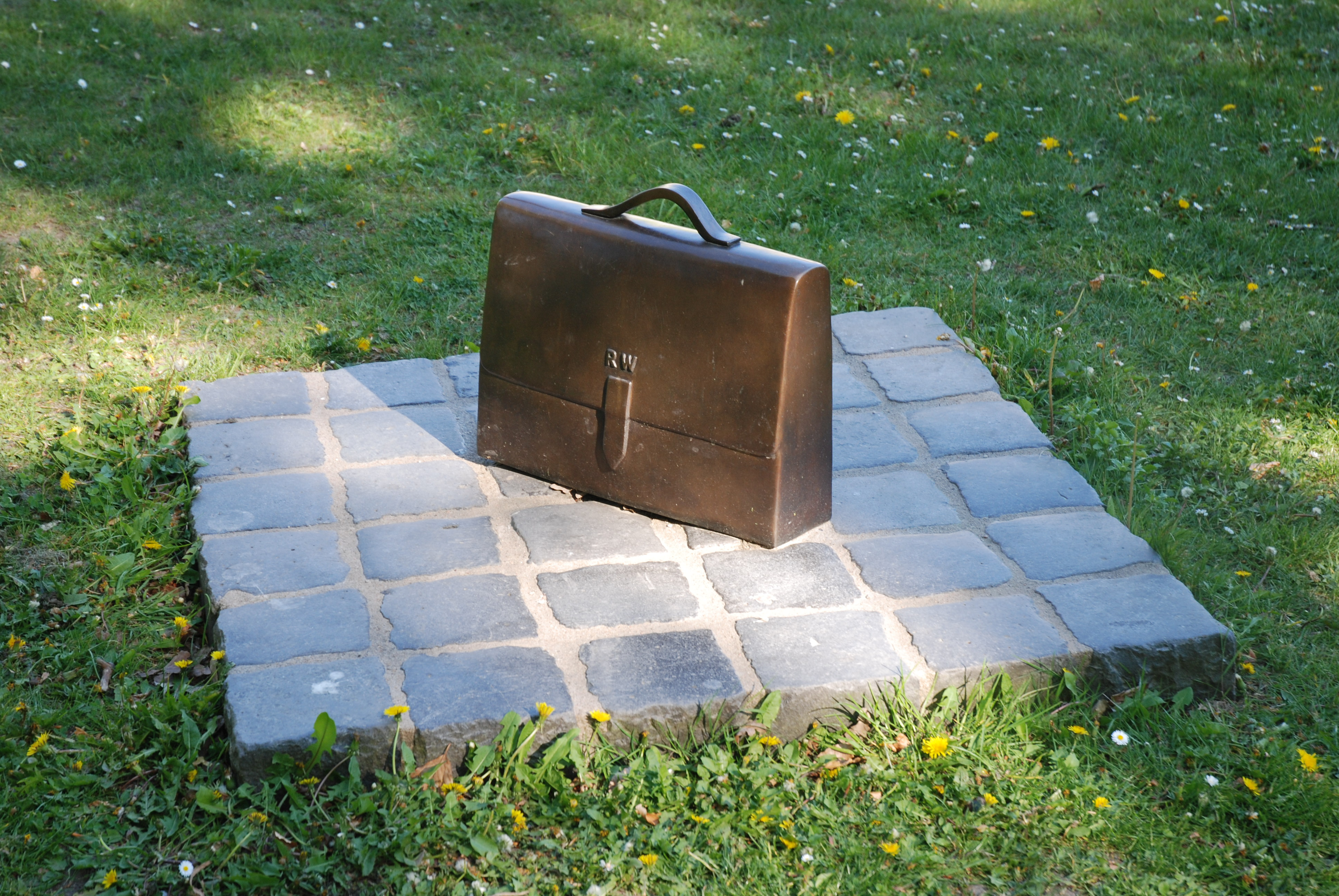
Attachéväska R.W. Del av monument till Raoul Wallenbergs minne, av Ulla Kraitz
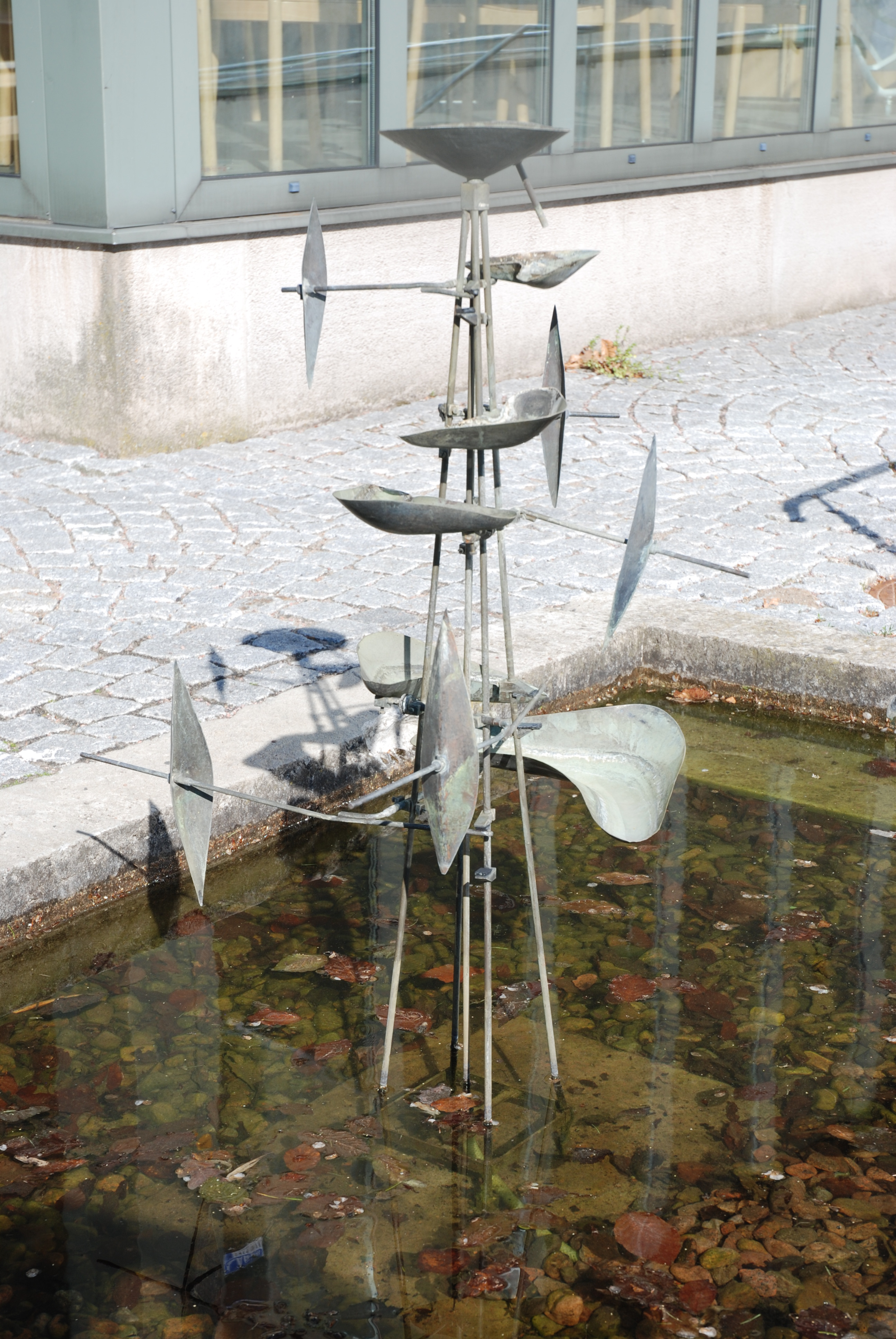
Modell i skala 1:4 av ej utförda Vattenmobil II av Hasse Hellström, 1961
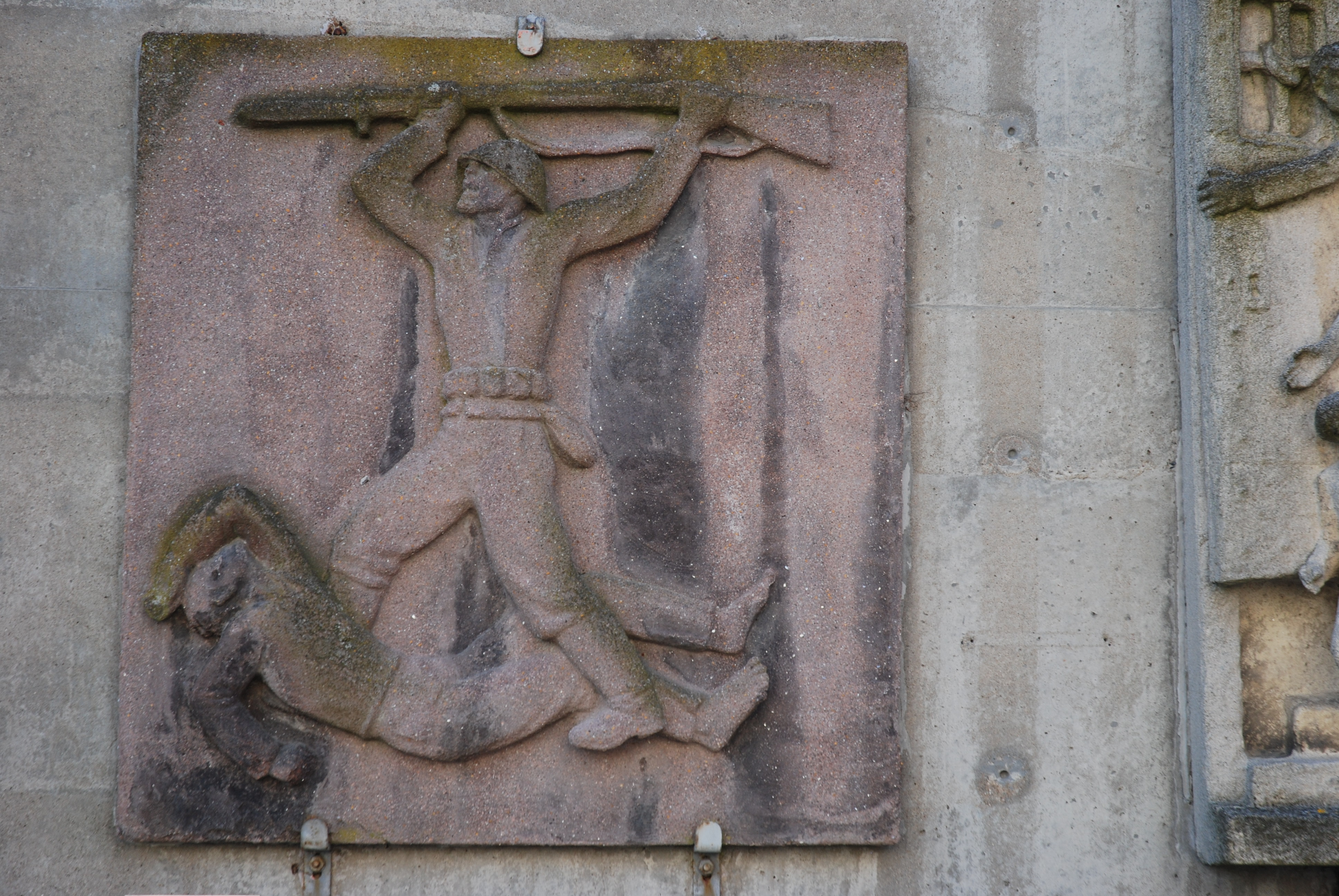
Modell till Kriget, marmorrelief. Östergötlands länsmuseum, av Ivar Johnsson, 1939
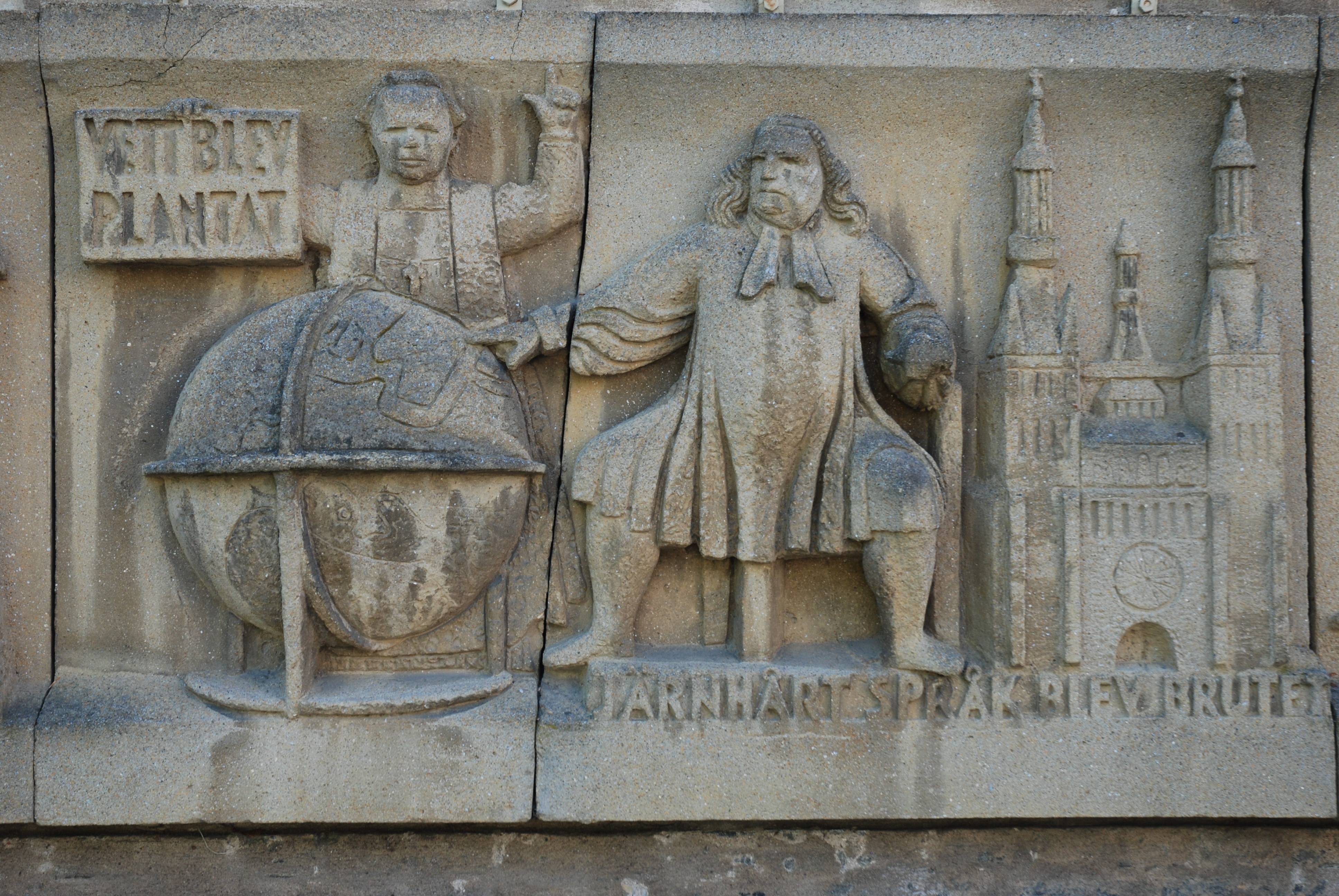
Del av modell till relief av Stig Blomberg för kanslihuset, 1935-36
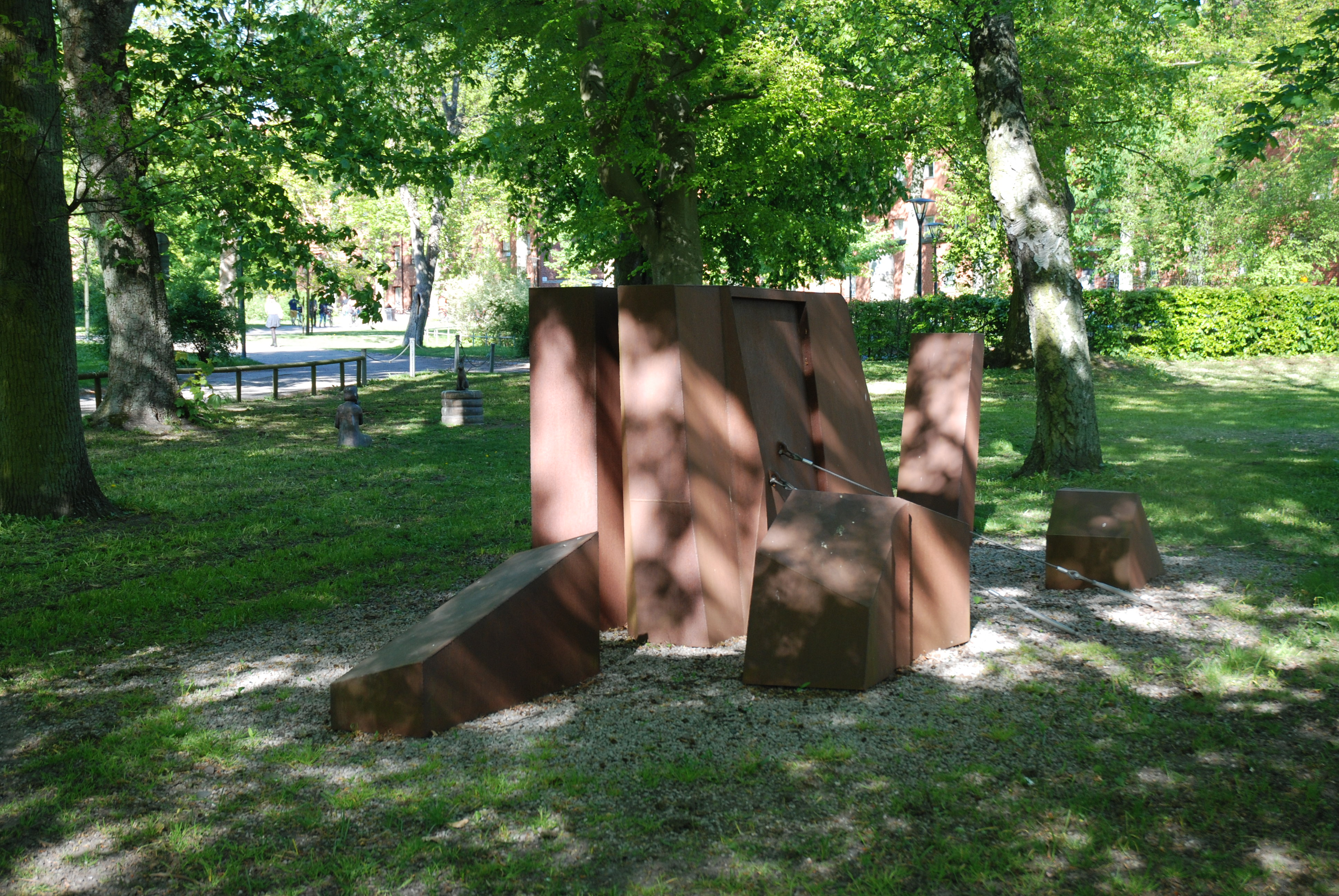
1076 av Lars Ekholm, 1981
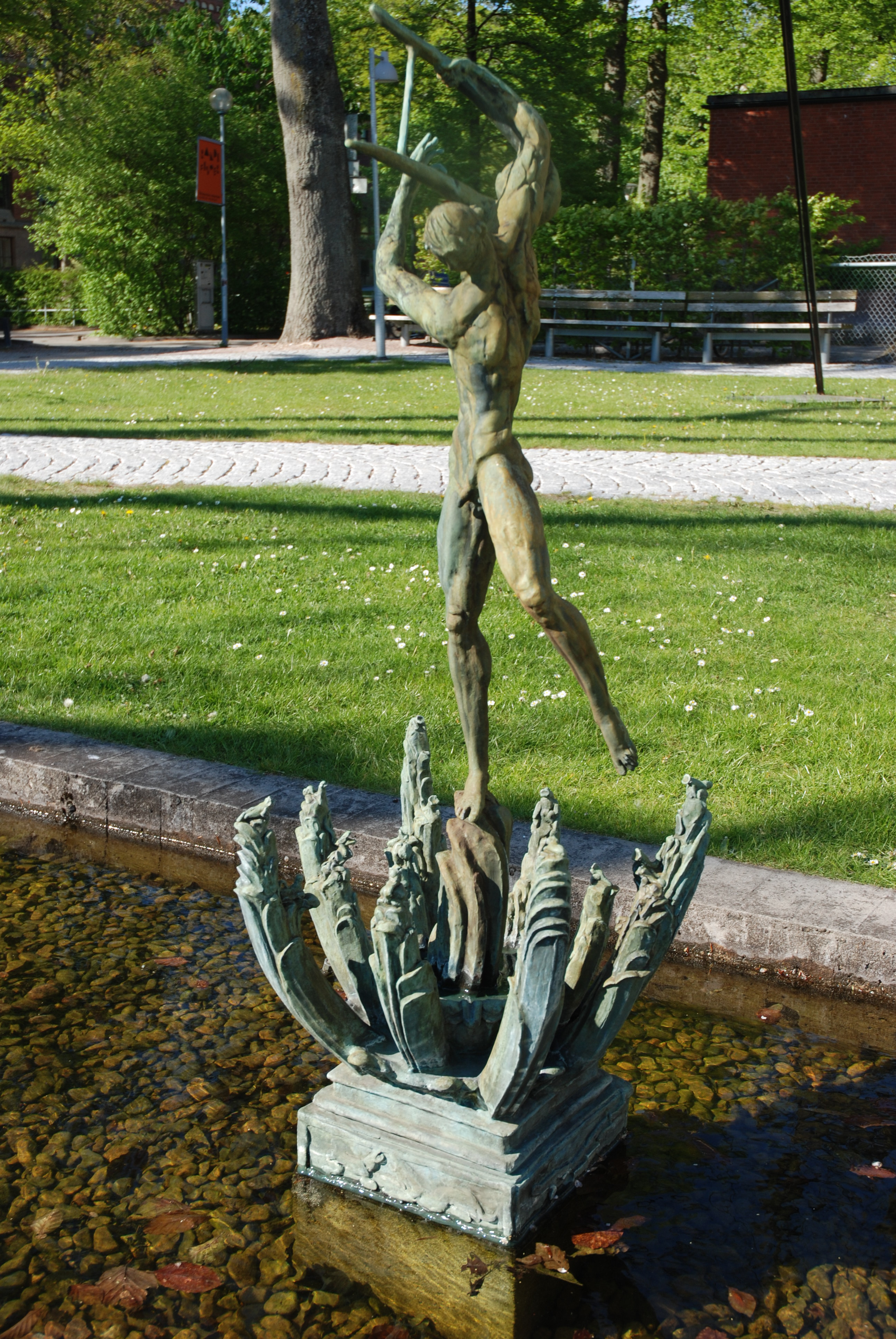
Modell av Orfeus av Carl Milles
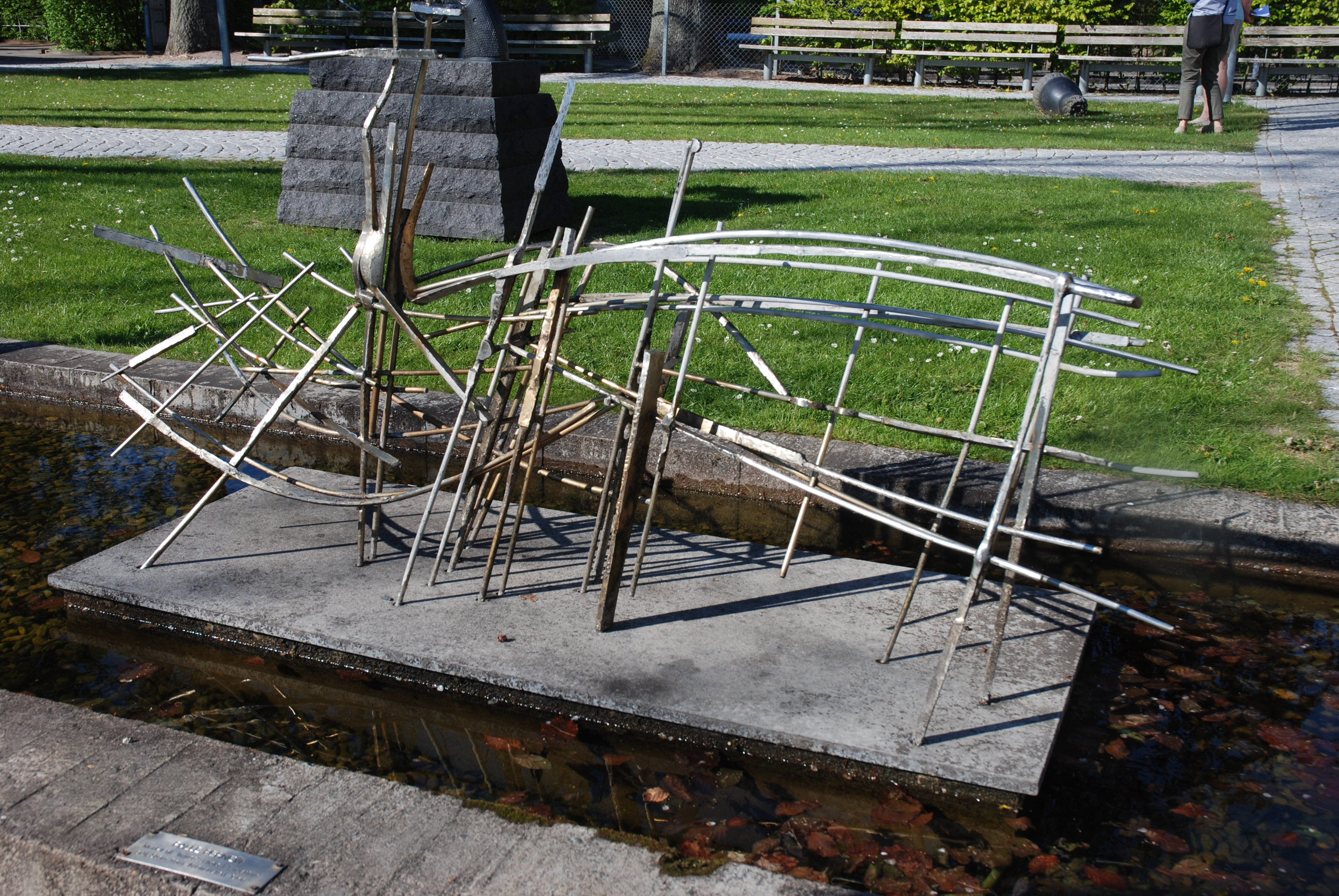
Modell av Ikaros av Palle Pernevi
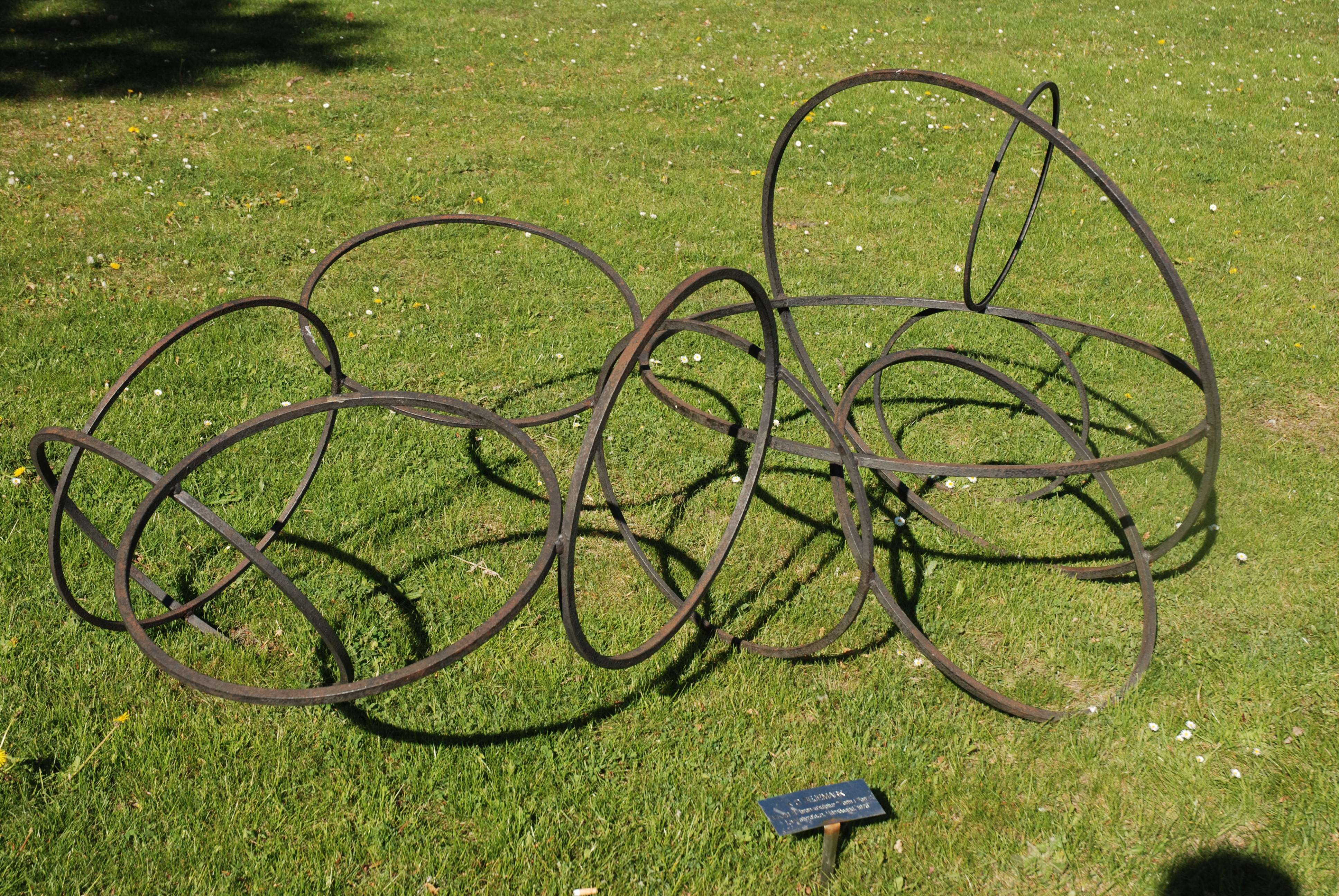
Modell till Form i former av Karl Göte Bejemark, bronze, 1975
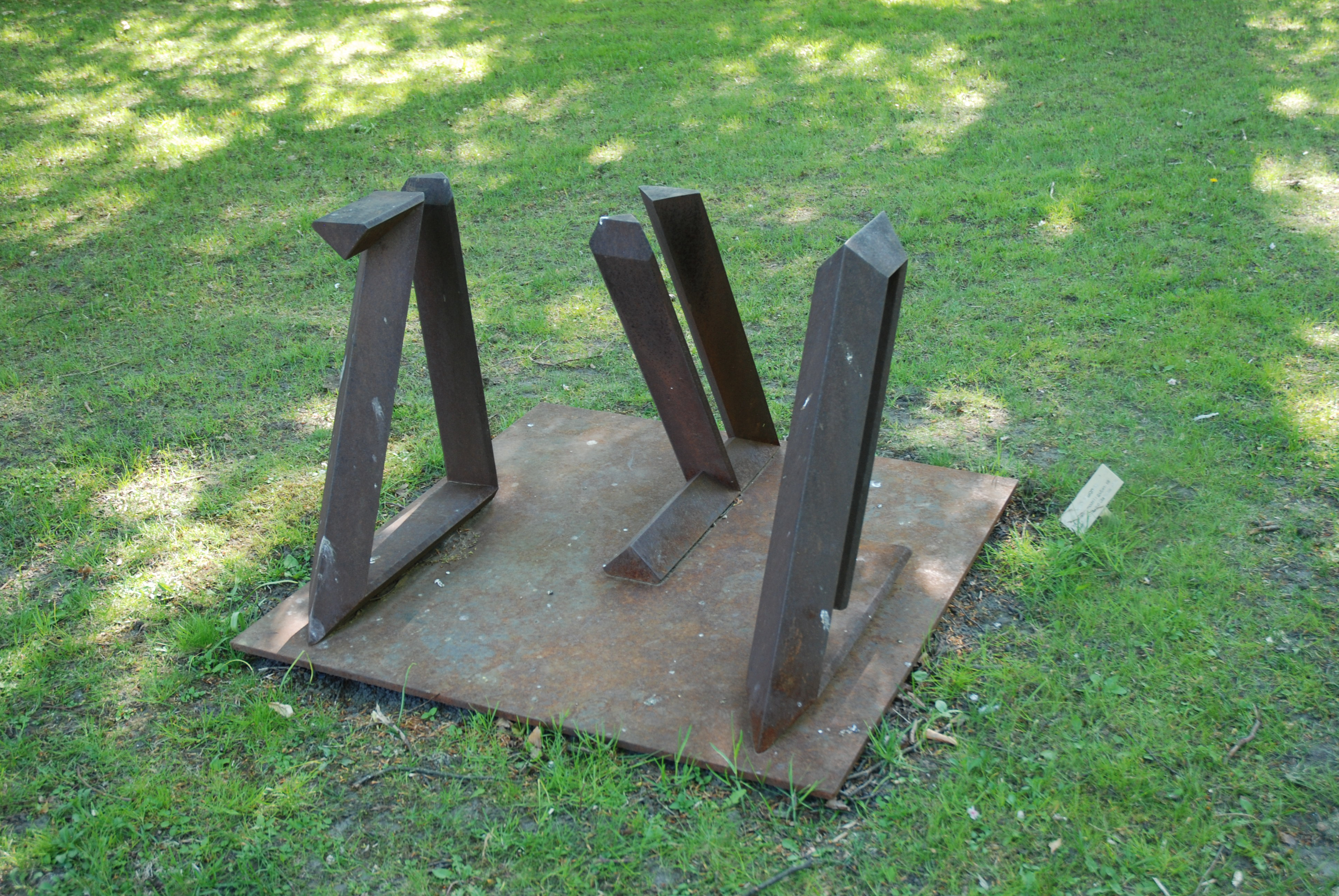
Modell till Intervaller av Carl Magnus